# Нижинская, Бронислава Фоминична
Бронисла́ва Фоми́нична Нижи́нская (пол. Bronisława Niżyńska; 8 января 1891[…], Минск — 21 февраля 1972[…], Пасифик-Палисейдс, Калифорния) — польская артистка балета, балетмейстер, и балетный педагог. Младшая сестра танцовщика Вацлава Нижинского и мать балерины Ирины Нижинской. Училась в Санкт-Петербурге, работала преимущественно в Европе; в 1910–1913 и 1921–1925 годах — в «Русском балете» Дягилева, затем сотрудничала как хореограф с «Балетом Иды Рубинштейн», «Русским балетом Монте-Карло», Парижской оперой, театром «Колон», Польским балетом в Варшаве. 
С началом Второй Мировой войны вместе с дочерью и мужем Николаем Сынгаевским эмигрировала в США, в 1949 году получила американское гражданство. 
Организатор собственных балетных трупп в Лондоне (1925) и в Париже (1931) и балетных студий в Киеве (1919–1921) и Беверли-Хиллз (1941). Поставила целый ряд значимых спектаклей, которые, однако, не закрепились в мировом балетном репертуаре. В качестве педагога положила начало карьере ряду выдающихся артистов балета Европы и США. 
Автор мемуаров; её дневник был также опубликован. 

## Биография
Была третьим, младшим ребёнком в семье артистов балета, уроженцев Варшавы Томаша (или, по-русски, Фомы) Нижинского и Элеоноры Береды. Отец начинал в оперном театре в Варшаве, а выйдя в отставку выступал и ставил танцы во многих городах Российской империи. После 1897 года родители развелись, и мать с детьми переехала в Петербург. В 1902 году Бронислава была принята в Театральное училище, где уже учился её брат. Среди её педагогов были Михаил Фокин, Николай Легат и Энрико Чекетти.
В 1908 году, по окончании училища, Нижинская вошла в состав балетной труппы Мариинского театра, который покинула в знак протеста в 1911 году после увольнения Вацлава Нижинского из Императорской труппы.
С 1910 по 1913 год, как и брат, участвовала в «Русских сезонах» Сергея Дягилева. По мнению Игоря Стравинского, она была лучшим балетмейстером Дягилевской антрепризы, и непревзойдённой танцовщицей, а её дуэт с братом — «лучшей балетной парой, которую только можно пожелать». При этом сам Дягилев не желал давать Брониславе главных ролей, так как её характерное скуластое лицо и крепкая фигура с большой грудью не подходили для лирических эфемерных образов, которые чаще всего воплощали примы.
В августе 1915 года вместе с мужем Александром Кочетовским переехала жить в Киев. Здесь в 1919 году у них родился второй ребёнок, сын Лев. 19 января 1919 года она открыла в Киеве «Школу движений Брониславы Нижинской», где среди её учеников были Серж Лифарь, впоследствии ставший последним премьером Дягилева, и первая российская чемпионка в беге на 100 м Нина Попова.
В 1921 году, с захватом большевиками Украины, Нижинская эмигрировала во Францию, где снова начала работать у Дягилева в качестве хореографа. В 1923 году она поставила для Дягилева получасовой балет «Свадебка», который стал переломной точкой в стилистическом переходе к новому неоклассическому балету. За несколько лет сотрудничества с Дягилевым Бронислава, не прекращая выступать на сцене, поставила балеты «Лиса» Игоря Стравинского, «Искушение пастушки», «Лани», «Докучные», «Голубой экспресс». В 1925 году у Дягилева кроме Мясина появился новый молодой хореограф — Джордж Баланчин, и тот стал менее нуждаться в услугах Нижинской. Последней её работой для «Русских сезонов» был балет «Ромео и Джульетта» Константа Ламберта (1926).
В 1927 году поставила балет «Ала и Лоллий» на музыку «Скифской сюиты» С. С. Прокофьева в театре Колон, Буэнос-Айрес.
В 1928 года Нижинская стала хореографом и педагогом вновь созданной труппы Иды Рубинштейн. В том же году поставила для неё в Париже «Болеро» Равеля. В 1932 году организовала собственную балетную труппу.
В 1935 году работала в Голливуде, поставив танцы фей на музыку Феликса Мендельсона для фильма Макса Рейнхардта «Сон в летнюю ночь».
В 1938 году переехала в США, где открыла балетную школу и вновь занялась преподавательской деятельностью. Впоследствии продолжала сотрудничать с разными балетными труппами, в том числе с театром «Колон».
Умерла от сердечного приступа 21 февраля 1972 года в Лос-Анджелесе.

### Личная жизнь

#### Семья
- Отец — Томаш (Фома Лаврентьевич) Нижинский (1862—1912) — танцовщик.
- Мать — Элеонора (Николаевна), девичья фамилия Береда (1856—1932) — танцовщица.
- Первый муж — Александр Владимирович Кочетовский (1889—1952) — танцовщик (1907—1911 — Большой театр), хореограф.
  - Дочь — Ирина Нижинская[англ.] (1913—1991) — танцовщица. Родилась в России; училась у своей матери. Была с матерью все годы и выступала более чем в 20 балетных спектаклях, поставленных ею. В 1939 переехала в США и открыла Голливудскую балетную школу (Hollywood Ballet School) (1940). Совместно с матерью ставила балетные спектакли; после смерти матери возобновляла её постановки во всем мире[10].
  - Сын — Лев Кочетовский (1919—1935) — родился в Киеве. Погиб в автокатастрофе под Парижем, за рулем был его отчим Сынгаевский. Бронислава Нижинская и Ирина тоже пострадали.
- Второй муж — Николай Николаевич Сынгаевский (1895—1968) — танцовщик, менеджер Нижинской.

Бронислава Нижинская имела непродолжительный роман с оперным певцом Фёдором Шаляпиным, в которого была безнадёжно влюблена. Считала Шаляпина главной любовью в своей жизни.

## Память

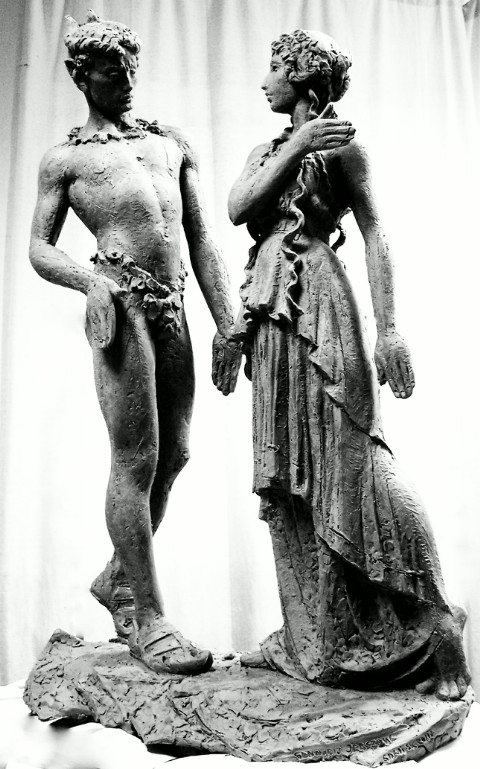
Нижинская в роли нимфы, скульптор Геннадий Ершов. Установлено в 2011 году в Большом Театре в Варшаве

- В рамках празднования 100-летия «Русских балетов» 11 июня 2011 года в фойе варшавского Большого театра была установлена бронзовая скульптура Вацлава и Брониславы Нижинских в образе Фавна и Нимфы из балета «Послеполуденный отдых фавна» (скульптор Геннадий Ершов).